# 공중투하
공중투하(空中投下, air drop)은 비행 중인 항공기로부터 군수물자 등을 지상으로 낙하시키는 행위를 의미한다.,
비행 중인 항공기로부터 사람을 지상으로 낙하시키는 행위는 공중강하(공중낙하) 또는 공수강화(공수낙하) 등의 용어를 많이 사용한다.

## 같이 보기
- 공수부대 목록
- 항공우편
- 배달 드론
- 기상 수송원
- 낙하산병